# Fich
Pour les articles homonymes, voir Fich (homonymie).
Stéphane Ficher, dit Fich, né le 26 septembre 1969 à Liège, est un dessinateur de bande dessinée belge francophone.

## Biographie
Stéphane Ficher naît le 26 septembre 1969 à Liège. Après des études en publicité à l'Académie royale des beaux-arts de Liège, Fich devient auteur de bande dessinée. Il illustre un sommaire dans Spirou en 2002. Il dessine la série Les Blagues corses sur un scénario de Laurent Panetier, 4 albums sont publiés dans la collection « Humour de rire » aux éditions Delcourt de 2006 à 2009. En 2010, il publie À la découverte des secrets de Megève avec Benoît Despas comme scénariste, pour la société European Treasure. En 2013, les éditions Jungle lui confient l'adaptation en bande dessinée de la série télévisée Nos chers voisins sur un scénario de Zoïc, quatre albums paraissent de 2013 à 2015 ainsi qu'une compilation des meilleurs gags en 2017. En 2020, il réalise en tant qu'auteur complet Le Trésor de Saint Lambert à l'initiative de l'Office du Tourisme de Liège.
Fich participe à divers albums collectifs dont Mai 68 en bd (2008), Les Grandes Heures de la télé : années 60-70 (2012), La Vie Secrète du tour de France (2013) et Spa à l'heure US avec Oli, Doudou et Gil en (2018).
Ficher compte parmi ses influences le bédéiste François Walthéry .

### Vie privée
Il vit à Liège.

## Publications

### Albums de bande dessinée
Les Blagues corses
- 1. Canal hystérique[6], éditions Delcourt, coll. « Blague power », Paris, septembre 2006
Scénario : Laurent Panetier - Dessin : Fich - Couleurs : Fich, Sylvie Martin -  (ISBN 978-2-7560-0864-6)
- 2. Jeux de mains[7], Delcourt, coll. « Humour de rire », Paris, 10 octobre 2007
Scénario : Laurent Panetier - Dessin et couleurs : Fich -  (ISBN 978-2-7560-0864-6)
- 3. L'Île de beauté, Delcourt, coll. « Humour de rire », Paris, 22 octobre 2008
Scénario : Laurent Panetier - Dessin et couleurs : Fich -  (ISBN 978-2-7560-1181-3)
- 4. Insulaire de rien, Delcourt, coll. « Humour de rire », Paris, 21 octobre 2009
Scénario : Laurent Panetier - Dessin et couleurs : Fich -  (ISBN 978-2-7560-1726-6)

À la découverte des secrets de Megève (2010)
Nos chers voisins
- 1. Voisins sous surveillance !, Jungle !, Bruxelles, 23 octobre 2013
Scénario : Zoïc - Dessin : Fich - Couleurs : Stibane -  (ISBN 978-2-8222-0452-1)
- 2. Des voisins presque parfaits[8] !, Jungle !, Bruxelles, 30 avril 2014
Scénario : Zoïc - Dessin : Fich - Couleurs : Stibane -  (ISBN 978-2-8222-0761-4)
- 3. Des voisins à la fête !, Jungle !, Bruxelles, 1 novembre 2014
Scénario : Zoïc - Dessin : Fich - Couleurs : Stibane -  (ISBN 978-2-8222-0832-1)
- 4. Des voisins trop fun !, Jungle !, Bruxelles, 4 novembre 2015
Scénario : Zoïc - Dessin : Fich - Couleurs : Stibane -  (ISBN 978-2-8222-1287-8)
- Nos chers voisins, Le best of, Jungle !, Bruxelles, 29 novembre 2017
Scénario : Zoïc - Dessin : Fich - Couleurs : Stibane -  (ISBN 978-2-8222-2173-3)

### Le Trésor de Saint Lambert
- Le Trésor de Saint Lambert[4],[9], Office du Tourisme de Liège, Liège, 14 juillet 2020
Scénario, dessin et couleurs : Fich -  (ISBN 978-2-390-10145-1)

### Collectifs
- Mai 68 en bd, Soleil Productions, Toulon, mai 2008
Scénario : collectif dont Laurent Panetier - Dessin : collectif dont Fich - Couleurs : quadrichromie -  (ISBN 978-2-302-00122-0)
- Les Grandes Heures de la télé : années 60-70 (2012)
- La Vie Secrète du tour de France (2013)
- Spa à l'heure US, Les éditions de la province de Liège, 10 novembre 2018
Scénario : collectif dont Fich - Dessin : collectif dont Oli - Couleurs : Gabriel Detremmerie -  (ISBN 9782390101260),avec Oli, Doudou et Gil.
- 3. Sortilège III[10], BD Fly, janvier 2018
Scénario : Bruno Di Sano et Daniel Bardet - Dessin : collectif dont Fich - Couleurs : Laurent Carpentier,Tirage limité à 250 ex..

### Livres
- Philippe Mellot, Michel Denni, Laurent Turpin et Isabelle Morzadec, Trésors de la bande dessinée : BDM 2025-2026 - Catalogue encyclopédique et Argus, Paris, Les Arènes, novembre 2024, 1839 p., ill. ; 23 cm (ISBN 979-10-37512-61-1, OCLC 1478218824, présentation en ligne), p. 174, 1007, 1520. .

### Podcasts
- Interview en compagnie de Fich (Stéphane Ficher) et Mathieu Nozières sur Mixcloud, interview réalisée par Romain Pierre Giergen pour eclectriqueradio (43 min 56 s).